# Concerto per violino e orchestra n. 3 (Paganini)
Il Concerto per violino e orchestra n°3, in mi maggiore, è una composizione del violinista e compositore italiano Niccolò Paganini.

## Storia
Il Concerto N°3 in mi maggiore fu composta da Niccolò Paganini nel 1826. Il 12 dicembre 1826, Paganini scriveva da Napoli al suo amico L.G. Germi che, avendo recentemente completato il suo secondo Concerto per violino, aveva ormai "finito d'orchestrare un terzo con una Polacca", ed aggiunse: "Mi piacerebbe provare questi concerti su i miei connazionali prima di eseguirli a Vienna, a Londra e a Parigi." Sembra tuttavia che il Terzo Concerto per violino non sia stato eseguito in pubblico fino alla prima assoluta del luglio 1828 a Vienna.

## Struttura
Il concerto è composta da tre movimenti:
1. Introduzione. Andantino - Allegro marziale (in mi maggiore)

1. Adagio. Cantabile spianato (in la maggiore)

1. Polacca. Andantino vivace (in mi maggiore)